# Zabrodzie (stacja kolejowa)
Zabrodzie – nieistniejąca już stacja kolejowa w Tarnowie, w powiecie pilskim, w województwie wielkopolskim
| Zabrodzie                    |  |                            |
| Linia Wałcz-Złotów (18,2 km) |  |                            |
| Wiesiółkaodległość: 3,5 km   |  | Płytnica odległość: 5,5 km |